# Годин, Яков Владимирович
Яков Владимирович (Вульфович) Годин (1887—1954) — русский поэт, переводчик, публицист.

## Биография
Яков Владимирович Годин родился в Санкт-Петербурге в семье фельдшера Петропавловской крепости. Поэзией начал заниматься в 9-летнем возрасте; первая официальная публикация его стихов состоялась в 1903 году, тогда же он решил оставить учёбу на оптико-механическом отделении ремесленного училища, выбрав своей профессией литературу. Публиковался в ряде популярных журналов, таких как «Нива», «Русское богатство», «Образование», «Зритель»,«Журнал для всех», «Вестник Европы» и др., и уже в 1905 году его стихи были включены в чтецкие концерты актёра Николая Ходотова. 
В 1905 года познакомился с Александром Блоком, принимал участие в «Кружке молодых» и «Альманахе молодых» (Пб, 1908); в организации журнала «Скетинг-Ринк» (1910). Общался с А. Кондратьевым, С. Городецким, В. Пястом, Л. Андрусоном, А. Грином. Дружил с Сашей Чёрным и С. Маршаком.
В 1911 году с Маршаком совершил поездку на Ближний Восток: Турция, Сирия, Палестина. 
Принимал участие в редакционных вечерах «толстых» журналов — «воскресеньях» Ф. Сологуба, «средах» Вяч. Иванова. Общался с А. П. Чапыгиным, А. И. Куприным, А. Н. Толстым. 
В 1913 году вышла книга лирики «Северные дни». 
В 1915 году женился на крестьянке Тверской губернии; некоторое время проживал на хуторе Дудки, затем — в деревне Вязины).
С 1917 года печатался в газетах и журналах: «Известия ВЦИКа», «Беднота», «Красная Нива», «Красный Флот», «Смехач», «Бегемот», «Пушка». В 1921—1925 годах издал детские книжки: «Мишка и Машка», «Берёзка», «Оленька», «В лесу». В 1921 году вышла его вторая книга стихов «Старый мир».
С 1930 года был заместителем редактора районной газеты в пос. Максатиха Тверской области. 
В начале войны в 1941-м — эвакуирован в Ижевск. Публиковался в заводских многотиражках. В 1942—1944 годах им организованы выпуски стенда «Крокодил» на Ижевском мотозаводе. 
В Удгизе были переизданы его книжки для детей; публиковались переводы из удмуртских поэтов М. Петрова, Т. Шмакова и др. 
Опубликовал свои литературные воспоминания о Блоке, Брюсове, Чапыгине.
Скончался Я. В. Годин 24 октября 1954 года в Ижевске.

## Избранные издания
- Северные дни. — СПб.: Дружба, 1913.
- Старый мир. — Тверь: Госиздат, Тверск. отд., 1921.
- Дрова: Стихи для детей. — Ижевск: Удмуртгосиздат, 1945.
- Девочки и белочки. — Ижевск: Удмуртгосиздат, 1947.
- Поджигатели: Полит. сатира. — Ижевск: Удмуртгосиздат, 1951.
- Лирика и сатира. — Ижевск: Удмуртгосиздат, 1951.
- Про шалунью Оксану: Стихи для детей. — Ижевск: Удмурт. кн. изд-во, 1957.